# 本特·克罗
本特·克罗（丹麥語：Bent Krog，1935年3月31日—2004年8月13日），生于哥本哈根，丹麦男子足球运动员，司职中场。他曾入选1960年夏季奥林匹克运动会丹麦男子足球队，但并未上场参赛。